# Xylopia roigii
Xylopia roigii este o specie de plante angiosperme din genul Xylopia, familia Annonaceae, descrisă de Percy Wilson. Conform Catalogue of Life specia Xylopia roigii nu are subspecii cunoscute.